# Life Is Killing Me
Life Is Killing Me ist das sechste Studioalbum von Type O Negative. Es erschien am 17. Juni 2003.

## Hintergrund
Das Album wurde erneut von Peter Steele und Josh Silver produziert. In einem Interview beschrieb Steele die Inspiration zum Album und zum Titel: „I guess I am going through some sort of midlife crisis being 41 years old now. And all the things I took for granted, my health, my life, people I love dying, people I loved walking away. I was with a girlfriend for 10 years but she left. It is like my dreams are dead.“ Der Albumtitel sollte ursprünglich The Dream Is Dead lauten. Zur Änderung des Titels sagte Steele, The Dream Is Dead sei ihnen als Titel etwas zu negativ erschienen – insbesondere, da der gleichnamige Song vom Tod seines Vaters am Valentinstag handelt –, Life Is Killing Me hätte mehr den ironischen Humor von Type O Negative widergespiegelt.

## Titelliste
Alle Titel wurden von Peter Steele geschrieben, außer wo angegeben.
| No.          | Titel                                 | Autor(en)     | Länge |
| ------------ | ------------------------------------- | ------------- | ----- |
| 1.           | „Thir13teen“                          | Jack Marshall | 1:07  |
| 2.           | „I Don't Wanna Be Me“                 |               | 5:09  |
| 3.           | „Less Than Zero (<0)“                 |               | 5:25  |
| 4.           | „Todd's Ship Gods (Above All Things)“ |               | 4:11  |
| 5.           | „I Like Goils“                        |               | 2:35  |
| 6.           | „...A Dish Best Served Coldly“        |               | 7:13  |
| 7.           | „How Could She?“                      |               | 7:35  |
| 8.           | „Life Is Killing Me“                  |               | 6:35  |
| 9.           | „Nettie“                              |               | 4:46  |
| 10.          | „(We Were) Electrocute“               |               | 6:39  |
| 11.          | „IYDKMIGTHTKY (Gimme That)“           |               | 6:20  |
| 12.          | „Angry Inch“                          | Stephen Trask | 3:39  |
| 13.          | „Anesthesia“                          |               | 6:41  |
| 14.          | „Drunk in Paris“                      |               | 1:27  |
| 15.          | „The Dream Is Dead“                   |               | 5:07  |
| Gesamtlänge: | Gesamtlänge:                          | Gesamtlänge:  | 74:30 |

| No.          | Titel                                             | Autor(en)                                           | Länge |
| ------------ | ------------------------------------------------- | --------------------------------------------------- | ----- |
| 1.           | „Out of the Fire (Kane's Theme)“                  | James A. Johnston                                   | 3:24  |
| 2.           | „Christian Woman (Butt-Kissing Sell-Out Version)“ |                                                     | 4:27  |
| 3.           | „Suspended in Dusk“                               |                                                     | 8:39  |
| 4.           | „Blood & Fire (Out of the Ashes Mix)“             |                                                     | 4:36  |
| 5.           | „Black Sabbath“                                   | Ozzy Osbourne, Tony Iommi, Geezer Butler, Bill Ward | 7:47  |
| 6.           | „Cinnamon Girl (Extended Depression Mix)“         | Neil Young                                          | 3:53  |
| 7.           | „Haunted (Per Version)“                           |                                                     | 11:47 |
| Gesamtlänge: | Gesamtlänge:                                      | Gesamtlänge:                                        | 44:33 |

## Rezeption

### Rezensionen
Whitney Z. Gomes von AllMusic schrieb: „At this point, slab number six, everyone knows what to expect from the drab four, and they now know how to deliver it consistently. (…) The quartet may profess to hate everybody, but Type O deliver to the fans on this record. Like Sabbath Bloody Sabbath or Agents of Fortune, all the pieces fit; and though Life Is Killing Me may not make great steps forward, for now the ugly universe it unleashes is a great place to be.“ Die Bewertung war vier von fünf Sternen.

### Cover-Versionen
Im Mai 2025 veröffentlichte die Supergroup Ways Away, die aus Bandmitgliedern von Samiam, Boysetsfire und Stick to Your Guns besteht, eine werktreue Cover-Version des Songs I don't wanna be me mit Gastsänger Ingo Knollmann von den Donots auf dem Album I'm not you.

### Charts und Chartplatzierungen
| ChartsChartplatzierungen       | Höchstplatzierung | Wochen |
| ------------------------------ | ----------------- | ------ |
| Deutschland (GfK)              | 9 (10 Wo.)        | 10     |
| Österreich (Ö3)                | 51 (7 Wo.)        | 7      |
| Schweiz (IFPI)                 | 98 (1 Wo.)        | 1      |
| Vereinigtes Königreich (OCC)   | 78 (1 Wo.)        | 1      |
| Vereinigte Staaten (Billboard) | 39 (4 Wo.)        | 4      |